# Three O'Clock in the Morning
Three O'Clock in the Morning er en amerikansk stumfilm fra 1923 af Kenneth S. Webb.

## Medvirkende
- Constance Binney som Elizabeth Winthrop
- Edmund Breese som Mr. Winthrop
- Richard Thorpe som Clayton Webster
- Mary Carr som Mrs. Winthrop
- William Bailey som Hugo von Strohm
- Edna May Oliver som Hetty
- Russell Griffin som Mickey Flynn